# Classe Wilk
La classe Wilk fu una classe di sommergibili posamine composta da tre unità, costruite tra il 1927 e il 1932 dalla Francia per conto della Marina militare polacca.
Le unità furono per breve tempo attive nelle fasi iniziali della seconda guerra mondiale: lo ORP Ryś e lo ORP Żbik operarono contro i tedeschi durante gli eventi della campagna di Polonia per poi rifugiarsi in Svezia dove furono internati fino alla fine delle ostilità, mentre lo ORP Wilk riuscì a riparare nel Regno Unito dove però fu adibito solo a compiti addestrativi; rientrate in patria, le tre unità furono poi radiate dal servizio tra il 1953 e il 1955.

## Caratteristiche

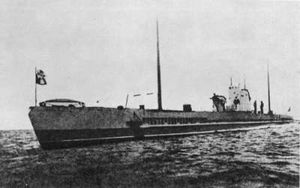
Lo ORP Rys

I sommergibili della classe Wilk furono ordinati dal governo della Seconda Repubblica di Polonia nell'ambito di un programma di costruzioni navali approvato nel 1924, onde irrobustire la piccola Marina polacca composta in quel momento solo da vecchie unità della Kaiserliche Marine tedesca acquisite al termine della prima guerra mondiale. Un contratto per la loro realizzazione fu siglato il 1º dicembre 1926 con il governo francese, uno dei principali partner internazionali della Polonia: il progetto costituiva una versione migliorata di quello del sommergibile a scafo singolo Pierre Chailley della Marine Nationale francese. Le unità furono ordinate ai cantieri Chantiers Augustine Normand di Le Havre (Wilk), Ateliers et Chantiers de la Loire di Saint-Nazaire (Ryś) e Chantiers Naval Francais di Caen (Żbik).
I Wilk misuravano 78,5 metri di lunghezza, 5,97 metri di larghezza e 4,2 metri di pescaggio; il dislocamento con il battello in superficie ammontava a 980 tonnellate, cifra che saliva a 1.248 tonnellate con il sommergibile in immersione. L'apparato propulsivo si basava su due motori diesel da 1.800 hp per la navigazione in superficie e due motori elettrici da 1.200 hp per quella in immersione; la velocità era di 14,5 nodi in emersione e di 9 nodi in immersione, per una autonomia di 7.000 miglia nautiche alla velocità di 10 nodi in superficie e di 100 miglia nautiche alla velocità di 5 nodi in immersione. L'equipaggio ammontava a 54 tra ufficiali e marinai.
L'armamento prevedeva un cannone da 100 mm antinave Schneider QF montato sul ponte davanti alla torre di comando, un cannone antiaereo da 40 mm Vickers-Armstrong QF 2 lb, sei tubi lanciasiluri da 550 mm (quattro a prua e due a poppa) e 38 o 55 mine navali.

## Unità
| Nome     | Impostazione | Varo           | Entrata in servizio | Destino finale                                                       |
| -------- | ------------ | -------------- | ------------------- | -------------------------------------------------------------------- |
| ORP Wilk | 1927         | 12 aprile 1929 | ottobre 1931        | radiato per obsolescenza nel 1953, avviato alla demolizione nel 1954 |
| ORP Ryś  | maggio 1927  | 22 aprile 1929 | agosto 1931         | radiato per obsolescenza nel 1955, avviato alla demolizione nel 1956 |
| ORP Żbik | 1927         | 14 giugno 1930 | febbraio 1932       | radiato per obsolescenza nel 1955, avviato alla demolizione nel 1956 |